# Šport u 1886.
◄◄ | ◄ | 1883. | 1884. | 1885. | 1886.  | 1887. | 1888. | 1889. | ► | ►►
Arhitektura • Astronomija • Biologija • Film • Fotografija • Glazba • Kazalište • Kemija • Kiparstvo • Knjige • Književnost • Kršćanstvo • Meteorologija • Medicina • Planinarstvo • Politika • Pravo • Promet • Slikarstvo • Šport • Znanost • Željeznički promet
Šport u 1886.

## Svijet

### Osnivanja
- Arsenal F.C., engleski nogometni klub
- Grasshopper Club Zürich, švicarski nogometni klub

## Vanjske poveznice
|  | Zajednički poslužitelj ima još gradiva o temi Šport u 1886. |